# Judo ai Giochi della XXXII Olimpiade
Le prove di judo ai Giochi della XXXII Olimpiade si sono svolte tra il 24 e il 31 luglio 2021 al Nippon Budokan. Il programma comprende 15 eventi, di cui sette maschili, sette femminili e uno misto a squadre.

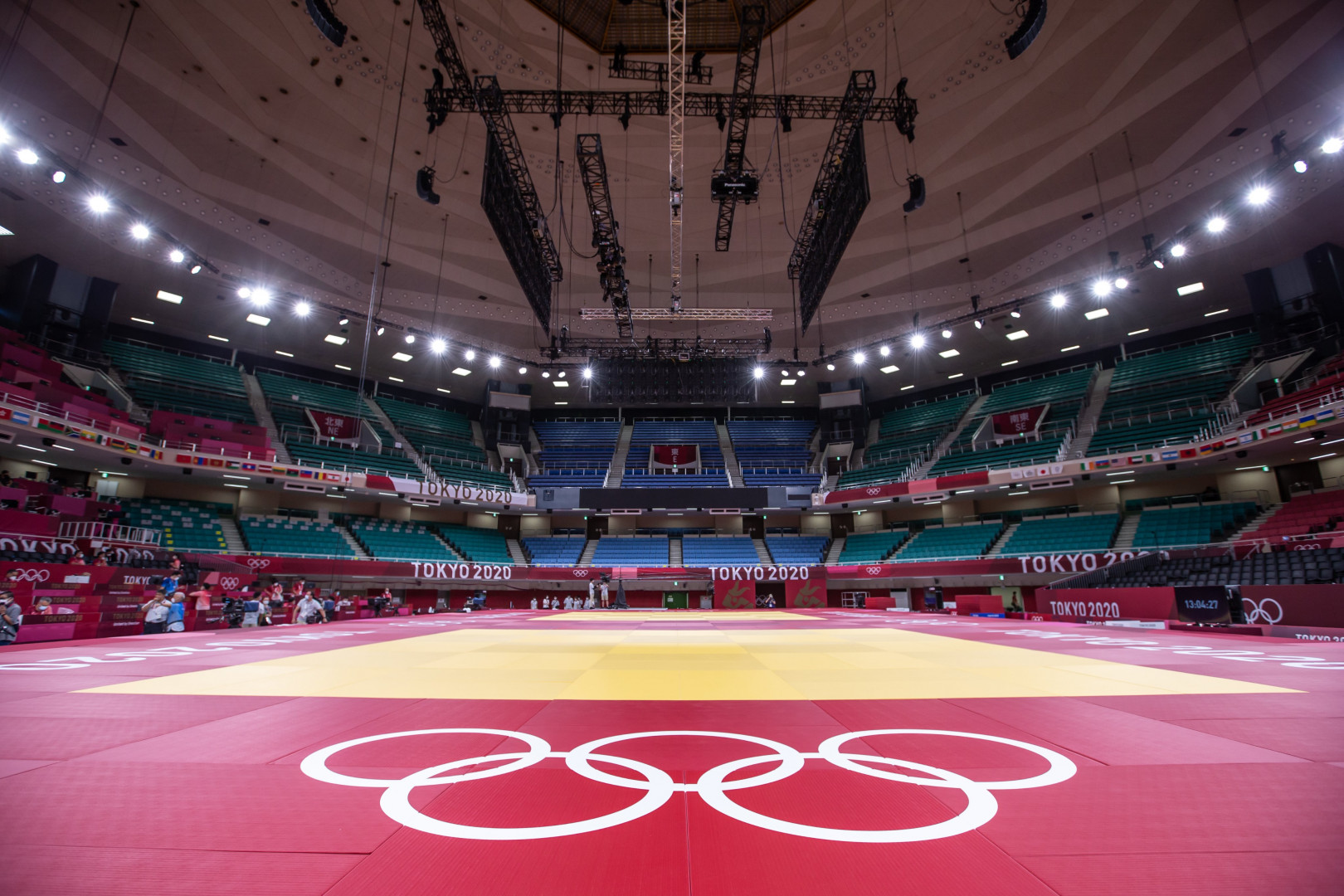

## Qualificazioni
Un totale di 393.128 atleti potrebbero qualificarsi per il judo alle Olimpiadi estive del 2020. Le Olimpiadi del 2020 sono state rinviate al 2021 a causa della pandemia di COVID-19. Ogni NOC poteva iscrivere un massimo di 14 judoka (uno per ciascuna divisione). La nazione ospitante, il Giappone, ha riservato un posto in ciascuno dei 14 eventi, mentre venti sono messi a disposizione dei NOC attraverso un invito della Commissione Tripartita.
I restanti judoka sono stati sottoposti a un processo di qualificazione per guadagnare un posto per i Giochi attraverso la classifica mondiale preparata dalla International Judo Federation il 28 giugno 2021 e finalizzata il 5 luglio.
La qualificazione della squadra mista si basava sulla qualificazione da parte dei NOC di un numero sufficiente di judoka individuali nelle varie divisioni per avere una squadra di sei persone che soddisfacesse requisiti specifici (un uomo e una donna in ciascuno dei tre gruppi di divisioni).

## Calendario
| Uomini | 60 kg | 66 kg | 73 kg | 81 kg | 90 kg | 100 kg | +100 kg |         | 7  |
| Donne  | 48 kg | 52 kg | 57 kg | 63 kg | 70 kg | 78 kg  | +78 kg  |         | 7  |
| Misto  |       |       |       |       |       |        |         | squadra | 1  |
| Totale | 2     | 2     | 2     | 2     | 2     | 2      | 2       | 1       | 15 |

|  | Finali |

## Podi

### Uomini
| Evento                                        | Oro             | Argento               | Bronzo                                 |
| fino a 60 kg (pesi super-leggeri) (dettagli)  | Naohisa Takato  | Yang Yung-wei         | Luka Mkheidze Eldos Smetov             |
| fino a 66 kg (pesi mezzo-leggeri) (dettagli)  | Hifumi Abe      | Vazha Margvelashvili  | An Ba-ul Daniel Cargnin                |
| fino a 73 kg (pesi leggeri) (dettagli)        | Shōhei Ōno      | Lasha Shavdatuashvili | An Chang-rim Tsend-Ochiryn Tsogtbaatar |
| fino a 81 kg (pesi medio-leggeri) (dettagli)  | Takanori Nagase | Saeid Mollaei         | Shamil Borchashvili Matthias Casse     |
| fino a 90 kg (pesi medi) (dettagli)           | Lasha Bekauri   | Eduard Trippel        | Krisztián Tóth Davlat Bobonov          |
| fino a 100 kg (pesi medio-massimi) (dettagli) | Aaron Wolf      | Cho Gu-ham            | Jorge Fonseca Nijaz Il'jasov           |
| oltre 100 kg (pesi massimi) (dettagli)        | Lukáš Krpálek   | Guram Tushishvili     | Teddy Riner Tamerlan Bašaev            |

### Donne
| Evento                                       | Oro                 | Argento              | Bronzo                                        |
| fino a 48 kg (pesi super-leggeri) (dettagli) | Distria Krasniqi    | Funa Tonaki          | Dar"ja Bilodid Urantsetseg Munkhbat           |
| fino a 52 kg (pesi mezzo-leggeri) (dettagli) | Uta Abe             | Amandine Buchard     | Odette Giuffrida Chelsie Giles                |
| fino a 57 kg (pesi leggeri) (dettagli)       | Nora Gjakova        | Sarah-Léonie Cysique | Tsukasa Yoshida Jessica Klimkait              |
| fino a 63 kg (pesi medio-leggeri) (dettagli) | Clarisse Agbegnenou | Tina Trstenjak       | Maria Centracchio Catherine Beauchemin-Pinard |
| fino a 70 kg (pesi medi) (dettagli)          | Chizuru Arai        | Michaela Polleres    | Madina Tajmazova Sanne van Dijke              |
| fino a 78 kg (pesi medio-massimi) (dettagli) | Shori Hamada        | Madeleine Malonga    | Anna-Maria Wagner Mayra Aguiar                |
| oltre 78 kg (pesi massimi) (dettagli)        | Akira Sone          | Idalys Ortiz         | Romane Dicko Iryna Kindzers'ka                |

### Misto
| Evento             | Oro | Argento | Bronzo |
| Squadre (dettagli) | Francia Clarisse Agbegnenou Amandine Buchard Guillaume Chaine Axel Clerget Sarah-Léonie Cysique Romane Dicko Alexandre Iddir Kilian Le Blouch Madeleine Malonga Margaux Pinot Teddy Riner | Giappone Hifumi Abe Uta Abe Chizuru Arai Shori Hamada Hisayoshi Harasawa Shoichiro Mukai Takanori Nagase Shohei Ono Akira Sone Miku Tashiro Aaron Wolf Tsukasa Yoshida | Germania Johannes Frey Karl-Richard Frey Jasmin Grabowski Katharina Menz Dominic Ressel Giovanna Scoccimarro Sebastian Seidl Theresa Stoll Martyna Trajdos Eduard Trippel Anna-Maria Wagner Igor Wandtke Israele Tohar Butbul Raz Hershko Li Kochman Inbar Lanir Sagi Muki Timna Nelson-Levy Peter Paltchik Shira Rishony Or Sasson Gili Sharir Baruch Shmailov |

## Medagliere
| Pos.   | Paese         | Oro | Argento | Bronzo | Totale |
| ------ | ------------- | --- | ------- | ------ | ------ |
| 1      | Giappone      | 9   | 2       | 1      | 12     |
| 2      | Francia       | 2   | 3       | 3      | 8      |
| 3      | Kosovo        | 2   | 0       | 0      | 2      |
| 4      | Georgia       | 1   | 3       | 0      | 4      |
| 5      | Rep. Ceca     | 1   | 0       | 0      | 1      |
| 6      | Germania      | 0   | 1       | 2      | 3      |
| 6      | Corea del Sud | 0   | 1       | 2      | 3      |
| 6      | Mongolia      | 0   | 1       | 2      | 3      |
| 9      | Austria       | 0   | 1       | 1      | 2      |
| 10     | Slovenia      | 0   | 1       | 0      | 1      |
| 10     | Cuba          | 0   | 1       | 0      | 1      |
| 10     | Taipei cinese | 0   | 1       | 0      | 1      |
| 13     | ROC           | 0   | 0       | 3      | 3      |
| 14     | Brasile       | 0   | 0       | 2      | 2      |
| 14     | Canada        | 0   | 0       | 2      | 2      |
| 14     | Italia        | 0   | 0       | 2      | 2      |
| 17     | Azerbaigian   | 0   | 0       | 1      | 1      |
| 17     | Belgio        | 0   | 0       | 1      | 1      |
| 17     | Gran Bretagna | 0   | 0       | 1      | 1      |
| 17     | Israele       | 0   | 0       | 1      | 1      |
| 17     | Kazakistan    | 0   | 0       | 1      | 1      |
| 17     | Paesi Bassi   | 0   | 0       | 1      | 1      |
| 17     | Portogallo    | 0   | 0       | 1      | 1      |
| 17     | Ucraina       | 0   | 0       | 1      | 1      |
| 17     | Ungheria      | 0   | 0       | 1      | 1      |
| 17     | Uzbekistan    | 0   | 0       | 1      | 1      |
| Totale | Totale        | 15  | 15      | 30     | 60     |